# Pietrari (okręg Vâlcea)
Pietrari – wieś w Rumunii, w okręgu Vâlcea, w gminie Păușești-Măglași. W 2011 roku liczyła 185 mieszkańców.